# 582
سنة 582 م (بالأرقام الرومانية: DLXXXII) كانت سنة بسيطة تبدأ يوم الخميس (الرابط يظهر نموذج الجدول الزمني الكامل للسنة) من التقويم اليولياني. بدأت تسمية السنة ب582 منذ العصور الوسطى المبكرة، عندما أصبح تقويم أنو دوميني هو الأسلوب السائد في أوروبا لتسمية السنوات.

## أحداث
- النعمان بن المنذر يرث ملك المناذرة عن أبيه.

## وفيات
- تيبريوس الثاني